# کریس اودانل
کریستوفر یوجین اودانل (به انگلیسی: Christopher Eugene O'Donnell) (زاده ۲۶ ژوئن ۱۹۷۰) بازیگر آمریکایی و نامزد جایزه گلدن گلوب است که بیشتر با بازی نقش رابین در فیلم‌های بتمن، بتمن برای همیشه و بتمن و رابین، و نیز نقش چارلی سیمز در «بوی خوش زن»، فین دَندریج در «آناتومی گرِی» و اخیراً جک مک اولیف در فیلم «سازمان» شناخته شده‌است.

## بخشی از فیلم‌شناسی
- ۲۰۱۰ - ان‌سی‌آی‌اس: لس‌آنجلس در نقش ج کالن
- ۲۰۱۰ - یه کمک کوچولو در نقش باب پلکه
- ۲۰۱۰ - گربه‌ها و سگ‌ها: انتقام از کیتی گالور
- ۲۰۰۸ - کیت کیترج: یک دختر آمریکایی
- ۲۰۰۸ - مکس پین
- ۲۰۰۷ - سازمان در نقش جک مک اولیف
- ۲۰۰۷ - آناتومی گرِی در نقش دکتر فین دَندریج
- ۲۰۰۵ - خواهران
- ۲۰۰۴ - کینزی
- ۲۰۰۲ - ۲۹ نخل
- ۲۰۰۱ - گربه‌ها و سگ‌ها
- ۲۰۰۰ - محدودیت عمودی
- ۱۹۹۹ - عزب در نقش جیمی شانون
- ۱۹۹۸ اقبال کلوچه
- ۱۹۹۷ - بتمن و رابین در نقش رابین
- ۱۹۹۶ اتاق گاز
- ۱۹۹۵ - عشق دیوانه‌وار
- ۱۹۹۵ - حلقه دوستان
- ۱۹۹۵ - بتمن برای همیشه در نقش رابین
- ۱۹۹۴ آسمان آبی
- ۱۹۹۳ - سه تفنگدار در نقش دارتانیان
- ۱۹۹۲ - روابط مدرسه
- ۱۹۹۲ - بوی خوش زن در نقش چارلی سیمز
- ۱۹۹۱ گوجه فرنگی سبز سرخ شده
- ۱۹۹۰ مردان ترک نمی‌کنند